# Ынтымак (Толебийский район)
Ынтымак (каз. Ынтымақ, до 1992 г. — Красное) — село в Толебийском районе Туркестанской области Казахстана. Входит в состав сельского округа Биринши. Находится примерно в 7 км к югу от центра города Ленгер. Код КАТО — 515839900.

## Население
В 1999 году население села составляло 1054 человека (530 мужчин и 524 женщины). По данным переписи 2009 года, в селе проживало 1065 человек (535 мужчин и 530 женщин).